# Madhusudanpur
Madhusudanpur è una suddivisione dell'India, classificata come census town, di 6.806 abitanti, situata nel distretto di Hooghly, nello stato federato del Bengala Occidentale. In base al numero di abitanti la città rientra nella classe V (da 5.000 a 9.999 persone).

## Geografia fisica
La città è situata a 23° 00' 29 N e 88° 24' 08 E.

## Società

### Evoluzione demografica
Al censimento del 2001 la popolazione di Madhusudanpur assommava a 6.806 persone, delle quali 3.557 maschi e 3.249 femmine. I bambini di età inferiore o uguale ai sei anni assommavano a 648, dei quali 345 maschi e 303 femmine. Infine, coloro che erano in grado di saper almeno leggere e scrivere erano 5.164, dei quali 2.928 maschi e 2.236 femmine.